# Christopher Boardman (Segler)
Christopher Alan Boardman (* 11. Juni 1903 in Norwich; † 29. September 1987 ebenda) war ein britischer Segler.

## Werdegang
Christopher Boardman, der unter anderem für die Royal Yacht Squadron segelte, nahm in der 6-Meter-Klasse an den Olympischen Spielen 1936 in Berlin teil. Er war Skipper der Lalage und gewann mit dieser in der im Olympiahafen Düsternbrook in Kiel stattfindenden Regatta dank eines Ein-Punkte-Vorsprungs auf die zweitplatzierten Norweger in der Lully II unter Skipper Magnus Konow mit 67 Gesamtpunkten die Goldmedaille. Neben Boardman wurden die Crewmitglieder Miles Bellville, Russell Harmer, Charles Leaf und Leonard Martin Olympiasieger. Zwei Jahre zuvor gehörte Boardman zur Crew des britischen Herausfordererbootes Endeavor beim America’s Cup.
Boardman besuchte sowohl das Royal Naval College als auch das Trinity College. Im Anschluss begann er bei Colman’s zu arbeiten, wo er später in den Vorstand berufen wurde. Während des Zweiten Weltkriegs diente er als Lieutenant der Royal Naval Volunteer Reserve auf verschiedenen Schiffen, zuletzt als Kommandant der HMS Snowdrop, einer Korvette der Flower-Klasse, die als Sicherung von Geleitzügen im Atlantik operierte.
Sein Bruder Humphrey Boardman nahm 1928 an den olympischen Ruderregatten teil.